# UN/LOCODE
UN/LOCODE (ang. United Nations Code for Trade and Transport Locations) – system geokodowania zarządzany przez Europejską Komisję Gospodarczą, stworzony przez Organizację Narodów Zjednoczonych.

## Struktura
Kod składa się z pięciu znaków. Pierwsze dwie litery są oznaczeniem państwa lub terytorium według standardu ISO 3166-1 alfa-2, natomiast pozostałe trzy odnoszą się do lokalizacji. Tam gdzie to możliwe, UN/LOCODE wykorzystuje oznaczenie Międzynarodowego Zrzeszenia Przewoźników Powietrznych (IATA).

## Historia
System UN/LOCODE powstał w 1981 roku. Jest on oparty na strukturze kodów opracowanej przez Komisję Gospodarcza Narodów Zjednoczonych ds. Ameryki Łacińskiej i Karaibów (UNECLAC) i listę lokalizacji wywodzącą się z prac Komisji Gospodarczo-Społecznej Narodów Zjednoczonych ds. Azji i Pacyfiku (UNESCAP), a rozwiniętą przez Konferencję Narodów Zjednoczonych ds. Handlu i Rozwoju (UNCTAD) we współpracy z organizacjami takimi jak Międzynarodowe Zrzeszenie Przewoźników Powietrznych (IATA) i Międzynarodowa Izba Żeglugi (ICS), oraz przy współudziale innych organizacji handlowych i rządów państw.
Pierwsze wydanie z 1981 roku zawierało kody ok. 8000 lokalizacji, obecna lista (2015-2) zawiera kody dla 103 034 lokalizacji położonych zarówno w państwach, jak i na pełnym morzu.